# David Roback
David Roback (Los Ángeles, 4 de abril de 1958-24 de febrero de 2020)fue un guitarrista y compositor estadounidense. Formó parte del dúo Mazzy Star.

## Biografía
Creció en Hollywood, California. Empezó en la banda llamada "Rain Parade" con su hermano Steven. La primera vez que actuaron en un escenario fue en 1982. Como una de las bandas con influencias psicodélicas de las guitarras de los años 60 en Los Ángeles, se encontraban a la cabeza de este movimiento, que duró un par de años.
Después de su primer disco Rain Parade y la gira, Roback deja la banda. A continuación, junto a la bajista de Dream Syndicate Kendra Smith, forma una nueva banda llamada Clay Allison en 1983. Las grabaciones de ese verano permanecieron inéditas hasta 1989 con la formación de Opal Early Recordings.
Después de la gira de Clay Allison en 1984, la banda decidió cambiar de nombre, y pasó de Clay Allison a Opa., Su sonido fue definido por Roback, trabajando sobre la distorsión en la guitarra, y con la voz de Smith. Lanzaron Northern Line PE en 1985. Opal firma con SST Records y lanzan su álbum Happy Nightmare Baby el 14 de diciembre de 1987. Durante la gira de Opal, en diciembre de 1987, Smith deja la banda. Es entonces sustituida por Hope Sandoval, y hacen una gira por Europa a principios de 1988. Roback y Sandoval mantanían una relación en este momento, y después de disolverse Opal, reúnen a los miembros restantes del grupo y cambian el nombre a Mazzy Star. En Mazzy Star Roback toca la guitarra, el teclado y piano, y escribe casi toda la música de Mazzy Star; también ha producido todas sus grabaciones.
En 1999, trabajó con Beth Orton. Produjo y mezcló algunas canciones de su álbum "Central Reservation". En 1990 trabajó como productor para la banda "Sacred Miracle Cave".
Roback permaneció la mayor parte del tiempo en Noruega durante los últimos cinco o seis años. Varias fuentes dijeron que estuvo trabajando en material para un nuevo álbum "Mazzy Star". También desempeñó un pequeño papel en la película francesa Clean (2004) en el que se interpretaba a sí mismo.
Falleció en 2020 en Los Ángeles debido a un cáncer.